# Syrphoctonus
Syrphoctonus is een geslacht van vliesvleugeligen (Hymenoptera) uit de familie van de gewone sluipwespen (Ichneumonidae). De wetenschappelijke naam van het geslacht werd voor het eerst geldig gepubliceerd door Arnold Förster in 1869, zonder vermelding van een (type)soortnaam.
Het is een vrij omvangrijk geslacht met meer dan honderd beschreven soorten en komt wereldwijd voor.

## Soorten
- S. alaskensis (Ashmead, 1902)
- S. albopictus (Davis, 1895)
- S. alternatus (Dasch, 1964)
- S. altithronus Benoit, 1965
- S. aquilonius (Dasch, 1964)
- S. areolaris Uchida, 1957
- S. arizonensis (Dasch, 1964)
- S. asyntactus (Schmiedeknecht, 1926)
- S. atamiensis Ashmead, 1906
- S. badius (Dasch, 1964)
- S. belangerii (Provancher, 1874)
- S. borealis (Holmgren, 1858)
- S. brevis (Hedwig, 1938)
- S. calvus (Dasch, 1964)
- S. canaliculatus (Hedwig, 1939)
- S. centralis Benoit, 1955
- S. coloratus (Hellen, 1949)
- S. columbiensis (Dasch, 1964)
- S. collinus (Stelfox, 1941)
- S. compactus (Dasch, 1964)
- S. comptus (Dasch, 1964)
- S. confertus (Dasch, 1964)
- S. costalis (Provancher, 1874)
- S. coxator (Roman, 1936)
- S. crassicornis (Thomson, 1890)
- S. crassicrus (Thomson, 1890)
- S. cressonii Davis, 1895
- S. cultiformis (Davis, 1897)
- S. cuneatus (Dasch, 1964)
- S. chilensis (Dasch, 1964)
- S. daschi Diller, 1984
- S. decoratus (Cresson, 1879)
- S. dimidiatus (Schrank, 1802)
- S. dolichus (Dasch, 1964)
- S. elegans (Gravenhorst, 1829)
- S. enizemopsis Uchida, 1957
- S. eximius (Habermehl, 1922)
- S. fissorius (Gravenhorst, 1829)
- S. flavidus (Dasch, 1964)
- S. forsteri Diller, 1984
- S. fraudulentus (Dasch, 1964)
- S. furvus (Dasch, 1964)
- S. grabensis Benoit, 1955
- S. gracilentus (Holmgren, 1858)
- S. haemorrhoidalis (Szepligeti, 1898)
- S. hurtadoi Gauld & Hanson, 1997
- S. idari Diller, 1985
- S. imperfectus (Dasch, 1964)
- S. impolitus (Stelfox, 1941)
- S. incisus (Thomson, 1890)
- S. infuscatus Uchida, 1957
- S. insignis (Hedwig, 1939)
- S. interstinctus (Dasch, 1964)
- S. intibiaesetus Wang, Ma & Wang, 1994
- S. irinae Manukyan, 1995
- S. kenyensis (Seyrig, 1935)
- S. kuroashii Uchida, 1957

- S. labradorensis (Dasch, 1964)
- S. laevis Brues, 1908
- S. lapsabundus Benoit, 1965
- S. lasius (Momoi, 1973)
- S. limbatus (Dasch, 1964)
- S. lineipes (Morley, 1916)
- S. liparus (Momoi, 1973)
- S. longipes (Holmgren, 1858)
- S. longiventris (Thomson, 1890)
- S. luisi Gauld & Hanson, 1997
- S. macrogaster (Dasch, 1964)
- S. maculifrons (Cresson, 1865)
- S. masoni (Dasch, 1964)
- S. megaspis (Thomson, 1890)
- S. melanogaster (Holmgren, 1872)
- S. mexicanus (Dasch, 1964)
- S. minimus (Cresson, 1864)
- S. momoii Uchida, 1957
- S. morio (Hellen, 1949)
- S. neopulcher (Horstmann, 1968)
- S. nigreoauratilis Diller, 1982
- S. nigriclypealis (Dasch, 1964)
- S. nigricoxus Baltazar, 1955
- S. nigritarsus (Gravenhorst, 1829)
- S. nudus (Dasch, 1964)
- S. pallipes (Gravenhorst, 1829)
- S. papuae Diller, 1982
- S. pectoralis (Provancher, 1874)
- S. pictus (Gravenhorst, 1829)
- S. pleuralis (Cresson, 1868)
- S. preclarus (Dasch, 1964)
- S. punoensis Diller, 1984
- S. quadrangularis (Dasch, 1964)
- S. rhysus (Momoi, 1973)
- S. robsonensis (Dasch, 1964)
- S. robustus Davis, 1895
- S. rubeoauratilis Diller, 1982
- S. ruficauda (Dasch, 1964)
- S. rufulus (Dasch, 1964)
- S. sauteri Uchida, 1957
- S. semipunctatus Benoit, 1955
- S. signatus (Gravenhorst, 1829)
- S. simulans (Stelfox, 1941)
- S. spinosus Uchida, 1957
- S. stictonotus (Dasch, 1964)
- S. striator Diller, 1984
- S. strigator (Fabricius, 1793)
- S. subopacus (Stelfox, 1941)
- S. sundevalli (Holmgren, 1858)
- S. tarsatorius (Panzer, 1809)
- S. tauriscorum (Strobl, 1903)
- S. tenuitibialis Uchida, 1957
- S. teres (Dasch, 1964)
- S. trachysoma (Dasch, 1964)
- S. varianus Baltazar, 1955
- S. venustus (Dasch, 1964)